# Lourdes Reyes i Camps
Lourdes Reyes i Camps (Barcelona, 1961) és filòloga i bibliotecària catalana. Filla, neboda i germana de bibliotecàries, ha estat antiga professora titular de la Facultat de Biblioteconomia i Documentació de la Universitat de Barcelona i funcionària de la Generalitat.
Fou cap del Servei del Sistema de Lectura Pública de Catalunya, al Departament de Cultura de la Generalitat, des d'on participà, entre el 2008 i el 2009, en l'impuls d'un projecte participatiu de configuració del que podrien ser les biblioteques públiques del país: Imagina la biblioteca pública del segle XXI. El 2012 fou nomenada directora de la Biblioteca Pública Carles Rahola, la biblioteca pública més gran de Catalunya, càrrec que ostentà fins al 2017, quan passà a ser la directora d'una biblioteca a Santa Coloma de Gramenet. Ha escrit nombroses publicacions sobre la realitat del sector, especialitzant-se en la funció de la biblioteca pública, així com sobre els serveis bibliotecaris i al voltant de la lectura, en general.